# Kommando Stingray
Kommando Stingray (Originaltitel: Stingray, deutscher Alternativtitel Die Unterwasser-Abenteuer der Stingray) ist eine britische Science-Fiction-Marionettenfernsehserie von Gerry und Sylvia Anderson, die 1964 bis 1965 in 40 Episoden im Supermarionation-Format und in Eastmancolor produziert wurde. 1992 erfolgte für den WDR eine deutsche Synchronisation. Sie war die erste europäische Fernsehserie, in der eine zukünftige Unterwasserseefahrt thematisiert wurde, und die erste britische Kinderfernsehserie, die vollständig in Farbe produziert wurde. Im Mittelpunkt der Serie stehen das Super-U-Boot Stingray („Stachelrochen“) und sein Kommandant, Captain Troy Tempest.

## Handlung
Die Serie spielt im Jahr 2065. Die Stingray und ihre Aquanauten sind Teil der World Aquanaut Security Patrol (W.A.S.P.), einer internationalen Marine, deren Aufgabe die Bekämpfung feindlicher Unterwasserlebewesen, Piraten oder Verbrecher ist. Ihre mit Raketen und Abfangjägern gesicherte Basis ist der Stützpunkt Marineville, der sich an einem nicht bezeichneten Ort an der US-amerikanischen Westküste am Pazifik befindet und von Commander Shore geleitet wird. Im Alarmfall kann Marineville komplett unterirdisch abgesenkt werden.
Die Besatzung der Stingray besteht aus Troy Tempest und „Phones“ und wird oft durch Marina und Atlanta ergänzt. In sechs Episoden tritt der Seehund Oink als Sidekick auf, analog zu dem Affen Mitch in Supercar und dem Lazoon Zoonie in Fireball.
Die Serie ist als Space Opera unter Wasser angelegt. Wichtigster Gegner von Troy Tempest und der Stingray-Crew ist der tyrannische Herrscher der Unterwasserstadt Titanica, Titan, der den Fischgott Teufel verehrt. Wichtigste Waffe im Kampf Titans gegen Marineville ist sein ihm sklavisch ergebener Überwasseragent X 2 Zero, der von der Insel Lemoy aus operiert und in sich in verschiedenen Masken, so auch als Filmregisseur, in die Basis der Stingray einschleicht, um Sabotageaktionen auszuführen.
Grundsätzlich ist die Serie humoristisch angelegt und weist auch selbstironische Sequenzen auf. In der Episode Das Ungeheuer von Loch Ness (Loch Ness Monster) stellt sich heraus, dass das Ungeheuer von Loch Ness lediglich ein gigantischer Apparat ist, der Touristen anlocken soll. In Der Superstar (Titan Goes Pop) begeistert sich Titan für den Rock-’n’-Roll-Sänger Duke Dexter, weil er hofft, dass Dexters hysterische Fans bei dessen Konzert in Marineville Chaos auslösen werden. Für die Episode Blues Pacifica (Tune of Danger) komponierte Barry Gray den Song Blues Pacifica, der von der Jazzband The Wasps („Die Wespen“) gespielt wird.
Eine romantische Komponente erhält die Serie durch die Konstellation Marina – Troy – Atlanta. Während Atlanta in Troy verliebt ist, favorisiert dieser Marina, die sich ihm gegenüber jedoch höflich-reserviert verhält.
Auf politischer und kultureller Ebene ist die Serie tatsächlich White Anglo-Saxon Protestant (WASP). Obwohl sie 100 Jahre in der Zukunft spielt, existieren im Pazifik außer „weißen“ Protagonisten, die Kanada, den USA oder Australien zuzuordnen sind, keine Pazifikananwohner wie Ostasiaten, Russen oder Melanesier. Die einzige nicht-weiße Ethnie ist der offenbar arabische Herrscher El-Hudat, ein größenwahnsinniger Schurke mit rotem Fes, der in zwei Episoden auftritt. Er plant die Vernichtung Marinevilles und zerstört mit seinem unsichtbaren Kanonenboot Wadi, das er aus Erdöleinnahmen finanziert hat, Transportschiffe und Flugzeuge von WASP.
Aus Flaggen, die in der Folge Stern des Ostens (Star of the East) gezeigt werden, ist ersichtlich, dass die Erdstaaten 2065 aus den USA, Großbritannien, Schweden, offenbar einer arabischen Union (grüne Flagge mit Halbmond und Sternen), einer Union aus den UdSSR und der VR China (eine rote Flagge mit gelbem Hammer und Sichel und einem gelben Stern), und einer Union besteht, die eine orangefarbene Flagge mit Streifen benutzt. Europa, Afrika und Lateinamerika sind optisch nicht zu identifizieren.

## Produktionsgeschichte
Die Serie entstand als Nachfolgerin von Fireball XL5, Andersons zweiter Marionettenfernsehserie im Science-Fiction-Milieu. Wie schon bei Fireball und dessen Vorgänger Supercar stehen das Fahrzeug und sein Kommandant im Zentrum der Handlung.
Stingray war eine konsequente Weiterentwicklung der vorherigen Andersonschen Marionettenserien, mit dem Ziel, die Marionetten immer weiter realen Personen anzugleichen. So sind die Gesichter der Puppen zum Teil realen Schauspielern nachgebildet:
- Troy Tempest: James Garner
- Marina: Ursula Andress
- Titan: Laurence Olivier
- X 2 Zero: Claude Rains

X 2 Zero bekam von seinem Sprecher Robert Easton außerdem die Imitat-Stimme von Peter Lorre geliehen. Atlanta wurde nach ihrer Sprecherin Lois Maxwell modelliert, die in einem James-Bond-Film Miss Moneypenny gespielt hatte.
Für die Bauten benutzte Trickspezialist Derek Meddings Karton und Holz sowie Modelle von Airfix, Revell und Monogram kits. Eine besondere Herausforderung waren die simulierten Unterwasseraufnahmen. Hierzu wurde ein Sechs-Zoll-Aquarium konstruiert, in dem tropische Fische gehalten wurden. Dieses wurde vor der Szene platziert und die Unterwasserfahrten der Stingray und anderer Fahrzeuge wurden durch das Aquarium hindurch gefilmt. Die Fische wurden mit Fischfutter an die aufzunehmenden Orte im Aquarium dirigiert. Die simulierten Unterwasseraufnahmen der Puppen wurden mit einer Hochgeschwindigkeitskamera gedreht. Der Effekt von Marinas wehendem Haar wurde durch Ventilatoren erzeugt, während der Puppenspieler mit hoher Geschwindigkeit über die Bühne lief.
Die Marionettentechnik wurde im Gegensatz zu den vorherigen Serien sehr verfeinert, indem die Drähte der Marionetten mit Puder ummantelt wurden, um Reflexionen des Studiolichts zu vermeiden. Für die wichtigsten Protagonisten der Serie wurden alternative Köpfe mit verschiedenen Gesichtsausdrücken und mit zum Teil beweglichen Augenlidern produziert, um sie humaner wirken zu lassen. Zum ersten Mal setzten die Andersons in einer ihrer Serien Storyboards ein, im Durchschnitt 40 pro Episode.
Um die Serie auf dem US-amerikanischen Markt besser vermarkten zu können, wurden für die Puppen Sprecher ausgewählt, die US-amerikanisches, australisches oder kanadisches Englisch beherrschten. Nur Titan, der Gegenspieler von Troy Tempest, bekam eine Stimme mit einem ausgesprochen britischen Akzent.
Bei Stingray setzten die Andersons zum ersten Mal eine Flashback-Episode ein (Aquanaut des Jahres [Aquanaut of the year]). Dabei wurden Höhepunkte der Serie neu montiert und sechseinhalb Minuten neues Material gedreht. Dies hatte einerseits den Vorteil der Kostenersparnis und konnte andererseits Produktionsrückstände ausgleichen.

## Synchronisation
- Kapitän (Captain) Troy Tempest, Kommandant der Stingray: Don Mason
- Korvettenkapitän (Commander) Sam Shore, Chef von Marineville: Ray Barrett
- „Phones“ Sheridan, Pilot der Stingray: Robert Easton
- Marina, stumme Tochter eines Unterseekönigs (in einer Traumsequenz): Sylvia Anderson
- Atlanta Shore, Tochter des Commanders: Lois Maxwell
- Titan, Herrscher der Unterwasserstadt Titanica und Gegner von WASP: Ray Barrett
- X 2 Zero, Titans Überwasseragent: Robert Easton
- Admiral Denver: David Graham

## Überlieferung
Obwohl die Serie in Farbe gedreht wurde, wurde sie in diesem Format in Großbritannien erst 1969 ausgestrahlt. 1992 wurde sie deutsch synchronisiert. 1996 wurden mindestens sechs Episoden von Polygram unter dem Titel Die Unterwasser-Abenteuer der Stingray auf VHS ediert. Sie liegt inzwischen in der Originalfassung vollständig auf DVD vor.

## Spielfilme
Im Rahmen der Reihe Super Space Theater wurden zwei Kompilationsfilme erstellt, wobei der Inhalt aus den Einzelepisoden leicht verändert wurde:
- 1980: The Incredible Voyage of Stingray
- 1981: Invaders from the Deep